# Jacques Delachet
Jacques Delachet est un footballeur français né le 22 mai 1921 à Marseille (Bouches-du-Rhône) et mort le 12 février 1994 à Carry-le-Rouet (Bouches-du-Rhône).

## Biographie
Il a été gardien de but de l'Olympique de Marseille dans les années 1940. Il joue et perd la finale de la coupe de France avec les Phocéens en 1940, alors qu'il est à peine âgé de dix-huit ans. Il se rattrape, trois ans après, en remportant le trophée face à Bordeaux.
Il est marié à Josette Salducci, joueuse de basket-ball du Paris UC, avec lequel il a deux enfants, un autre gardien de but, Christian Delachet, et la basketteuse Jacqueline Delachet.
Il a aussi été président de la section basket-ball du Paris Université Club et est un médecin.

## Palmarès
- Vainqueur de la Coupe de France en 1943 avec l'Olympique de Marseille
- Finaliste de la Coupe de France en 1940 avec l'Olympique de Marseille